# Mona Lisa (película)
Mona Lisa es una película británica de intriga, de 1986,sobre un exconvicto que se introduce en la peligrosa vida de una prostituta de clase alta. La película fue escrita por Neil Jordan y David Leland, dirigida por Jordan, producida por HandMade Films e interpretada por Bob Hoskins, Cathy Tyson y Michael Caine.
La cinta fue nominada a múltiples premios, y Bob Hoskins también lo fue por su actuación (incluido el Premio de la Academia al Mejor Actor), ganando el Premio Globo de Oro al Mejor Actor en papel dramático y el Premio BAFTA al mejor actor.

## Argumento
George, un gánster de clase trabajadora de bajo nivel y recientemente liberado de prisión, recibe un trabajo en Londres de su exjefe, Denny Mortwell, como conductor y guardaespaldas de una prostituta de lujo llamada Simone. Mortwell también quiere que George reúna información sobre uno de los clientes adinerados de Simone para chantajearle. A Simone, que ha trabajado duro para aprender modales de clase alta y conseguir una clientela de élite, inicialmente no le gusta el grosero y franco George, y él la considera como si estuviera dándose aires. Pero a medida que George y Simone descubren más el uno del otro inician una amistad, y George comienza a enamorarse de ella. George acepta arriesgar su propia vida para ayudar a Simone a encontrar a su amiga adolescente Cathy, que ha desaparecido, y a quien Simone teme que su violento ex chulo, Anderson, la maltrate.
George se encuentra cada vez más dividido entre sus sentimientos por Simone, sus obligaciones con su jefe Mortwell y la relación con su hija adolescente Jeannie, una niña normal que maduró mientras él estaba en prisión y que quiere estar con su padre.
Después de que Anderson haya atacado a George, Simone huye a Brighton. George encuentra finalmente a Cathy y la lleva a dicha ciudad para reunirla con Simone, a quien le presta su arma. Descubre que Simone y Cathy son amantes, que Simone no se interesa por él y que solo lo utilizó para encontrar a Cathy. Mortwell y Anderson llegan para retomar el control de Simone y Cathy, y una Simone enfurecida les dispara a ambos y luego amenaza con dispararle a George. Él la golpea, toma el arma y se va, dolido por su ingratitud. Liberado de sus obligaciones en el inframundo, George vuelve a una vida más normal, trabaja en el garaje de un amigo y vive su vida con Jeannie.

## Reparto
| Actor             | Personaje                   |
| ----------------- | --------------------------- |
| Bob Hoskins       | George                      |
| Cathy Tyson       | Simone                      |
| Michael Caine     | Denny Mortwell              |
| Robbie Coltrane   | Thomas                      |
| Clarke Peters     | Anderson                    |
| Kate Hardie       | Cathy                       |
| Zoë Nathenson     | Jeannie                     |
| Sammi Davis       | May                         |
| Rod Bedall        | Terry                       |
| Joe Brown         | Dudley                      |
| Pauline Melville  | esposa de George            |
| Hossein Karimbeik | Raschid                     |
| John Darling      | seguridad del hotel         |
| Maggie O'Neill    | chica en el Paradise Club   |
| Bryan Coleman     | caballero en el mirror room |
| Robert Dorning    | cliente del hotel           |

## Acogida
La película recibió críticas positivas cuando se estrenó en 1986. El crítico de cine Roger Ebert escribió sobre los dos personajes principales: "La relación de los personajes en la película es interesante, porque ambos, por razones personales, han desarrollado un estilo que no revela mucho". However, Vincent Canby, writing for The New York Times, dismissed the film as "classy kitsch." Halliwell's Film Guide argued "only this actor could make a hit of this unsavoury yarn, with its highlights of sex and violence. But he did."
Bob Hoskins fue elogiado por su actuación y recibió el Premio Globo de Oro, el Premio BAFTA, el Premio del Festival de Cannes al mejor actor y otros. A pesar de esta gran acogida perdió el Premio de la Academia al Mejor Actor ante Paul Newman por El color del dinero.